# Conselho Internacional para Educação Teológica Evangélica
O Conselho Internacional para Educação Teológica Evangélica (em inglês:   International Council for Evangelical Theological Education) ou ICETE é uma organização cristã evangélica internacional que reúne institutos bíblicos. Ela é membro da Aliança Evangélica Mundial. 

## História
A organização tem suas origens em um projeto de redes regionais de institutos teológicos evangélicos na década de 1970.  Em 1980, foi oficialmente fundada pela Comissão Teológica da Aliança Evangélica Mundial.  Em 2023, teria 850 escolas membros em 113 países. 

## Governança
A governança da organização é assegurada por um diretor e diretores regionais nos 8 membros da Continental Regions. 

## Afiliações
A organização é membro da Aliança Evangélica Mundial. 